# Palais des Consuls (Gubbio)
Pour les articles homonymes, voir Palais des Consuls.
Le Palais des Consuls  (Palazzo dei Consoli) de Gubbio, en Ombrie, est une construction médiévale datant du XIVe siècle, un des plus remarquables palais gothiques et le plus grand palais public italien.

## Histoire
Le Palais des Consuls a été construit entre 1332 et 1337 pour servir de siège au pouvoir communal de la ville, commandé à Angelo da Orvieto, qui le réalise en collaboration avec Matteo Gattapone. C'est la première construction à avoir été dotée de l'eau courante et d'un jardin suspendu.
C'est en outre une construction audacieuse étant établie sur deux niveaux accrochés sur le versant du mont Ingino, la place couvrant le niveau inférieur consolidé de quatre grandes voûtes (Arconi). La hauteur totale de l'édifice atteint 90 mètres.
Il est complété d'une loggia sur la gauche et d'une tour campanaire (équipée d'un bourdon de 2,1 tonnes)  visible de toute la ville.
Si le portail gothique, le perron et les deux fenêtres géminées sont de la même époque, les fenêtres de l'étage datent plus tardivement du XVe siècle.
Aujourd'hui, il héberge aussi un musée (où sont exposées les tables eugubines) et une pinacothèque (œuvres de l'école de Gubbio ombrienne, de Francesco Signorelli, de Guido Palmerucci, un reliquaire et son diptyque byzantin…)

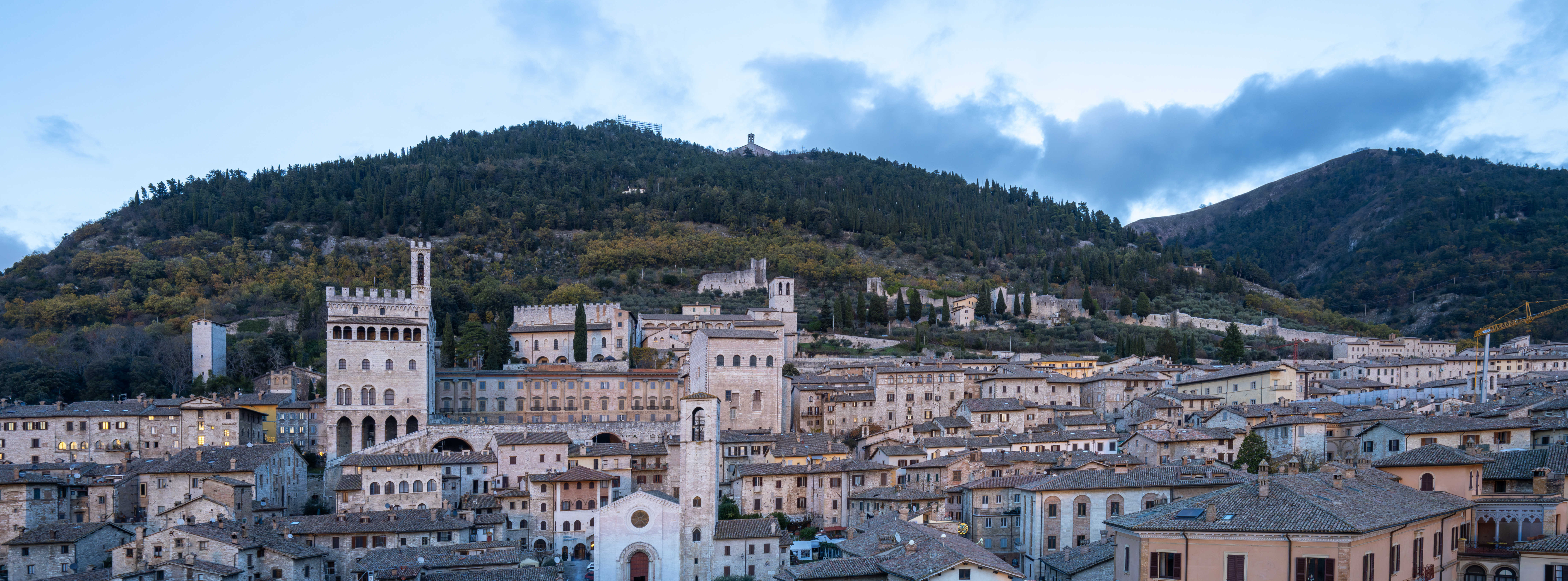
Le palais vu du bas du versant du mont Ingino.
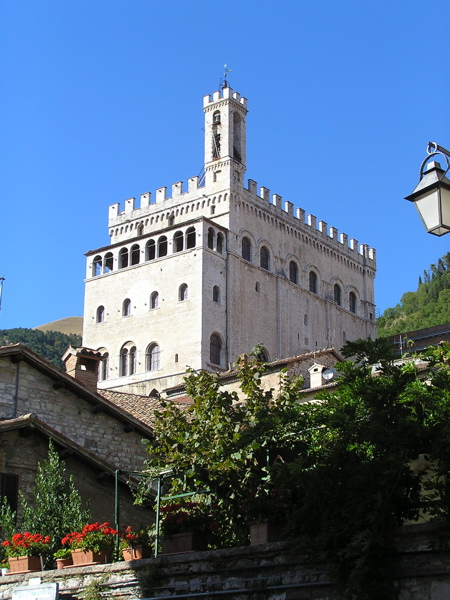
Le palais, sa tour et sa loggia.

L'augmentation des pluies dans la région liée aux changements climatiques fragilise les sols et provoque des fissures dans le palais et sur ses fresques du VIe siècle.